# Warthe (Boitzenburger Land)
Warthe ist ein Ortsteil der Gemeinde Boitzenburger Land, der erstmals im 13. Jahrhundert urkundlich erwähnt wurde. Die Gemeinde gehört zum Landkreis Uckermark im Land Brandenburg. Bis zum Jahr 2001 gehörte das Straßendorf Warthe als eigenständige Gemeinde zum damaligen Amt Boitzenburg. Es liegt inmitten des 1997 geschaffenen Naturparks Uckermärkische Seen.

## Ortsbild

### Lage

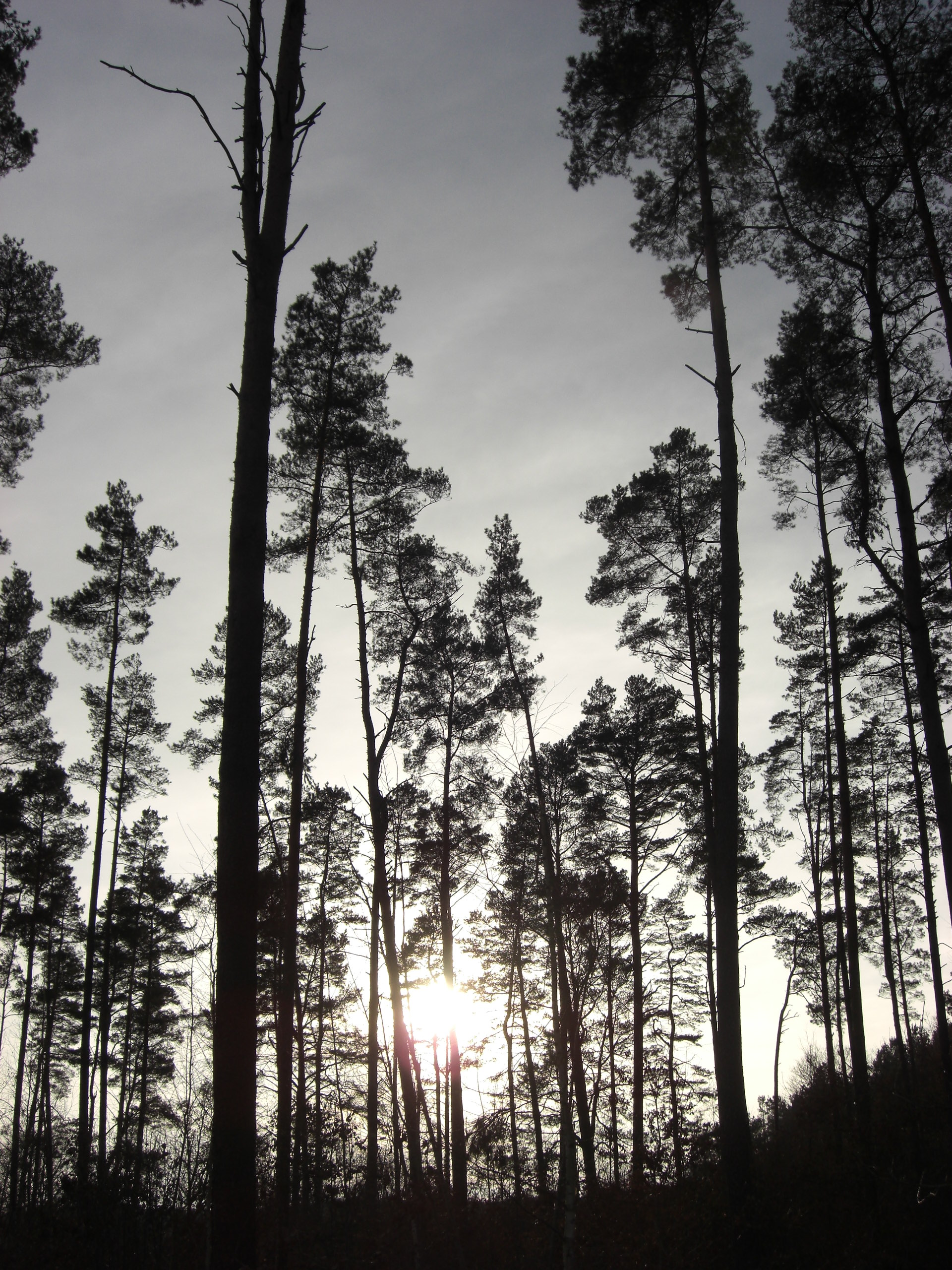
Der für die Region typische Kiefernwald in Warthe.

Südlich von Warthe befinden sich die Wohnplätze Luisenfelde (ehemals Ortsteil Warthes) und Metzelthin, südöstlich befinden sich der Wohnplatz Egarsee und das Dorf Jakobshagen. Im Osten liegen der Wohnplatz Stabeshöhe und das Dorf Klaushagen. Die nächsten Orte in nördlicher Richtung sind der Wohnplatz Rosenow und das Dorf Hardenbeck. Nordwestlich liegen die Wohnplätze Brüsenwalde und das zur ehemaligen Warther Gemeinde gehörige Mahlendorf. Etwas weiter im Westen liegt der Lychener Gemeindeteil Küstrinchen. Die nächste Stadt ist das etwa 10 km im Süden gelegene Templin, einst Kreisstadt. Jedoch ist auch Lychen, das etwa 12 km im Westen liegt, nicht viel weiter entfernt.
Das Dorf liegt inmitten des Naturparks Uckermärkische Seen. Unmittelbar am Rand des Dorfes befinden sich mehrere kleine Seen: der Rathenowsee, der Kleine und der Große Warthesee sowie am Wohnplatz Bröddin der Poviestsee. Nicht weit ab in westlicher Richtung liegen der Stoitzsee und der Große Barberowsee sowie im Norden der Flache Clöwen und der Tiefe Clöwen.

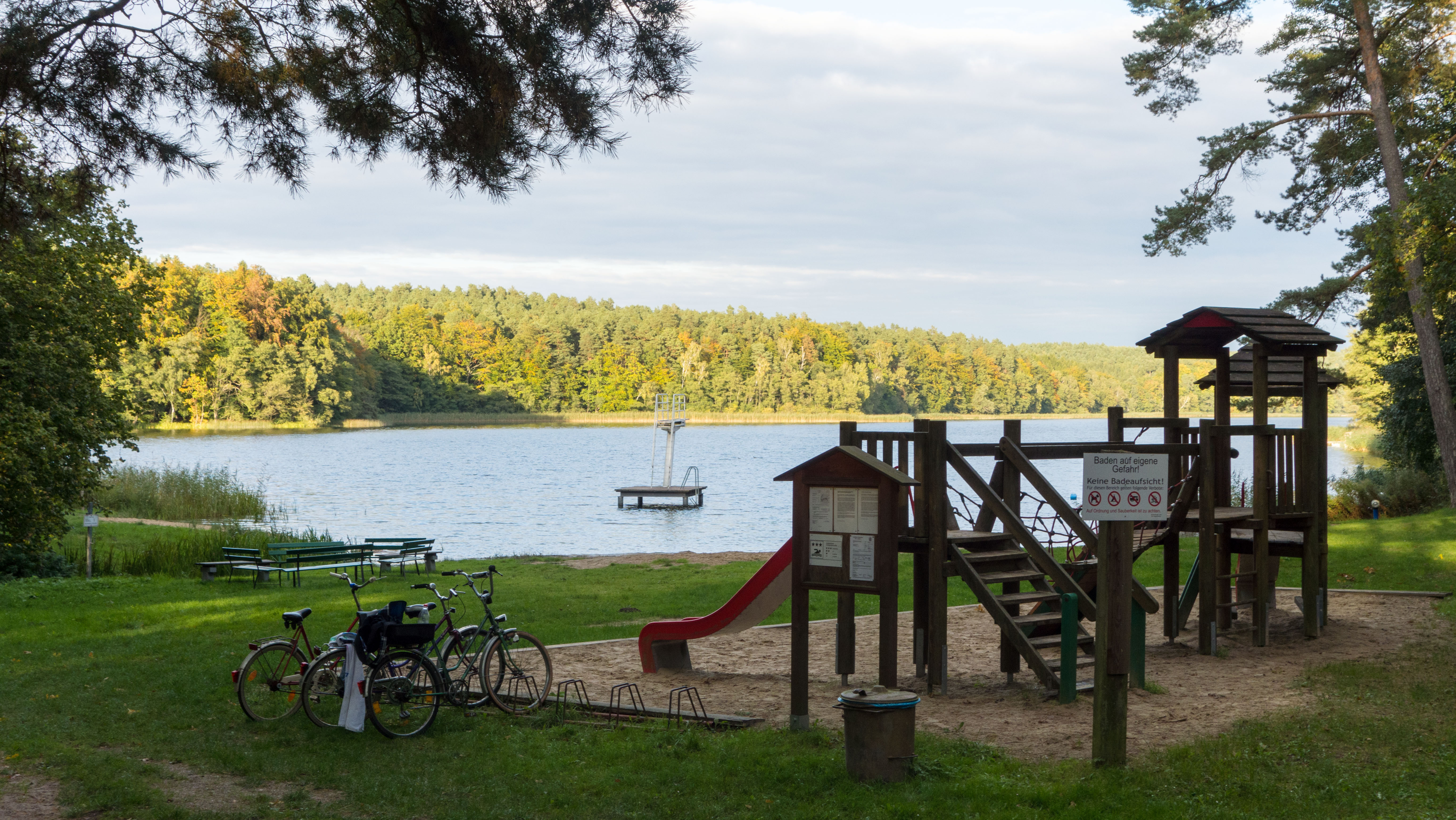
Badestelle Warthe, Großer Warthesee

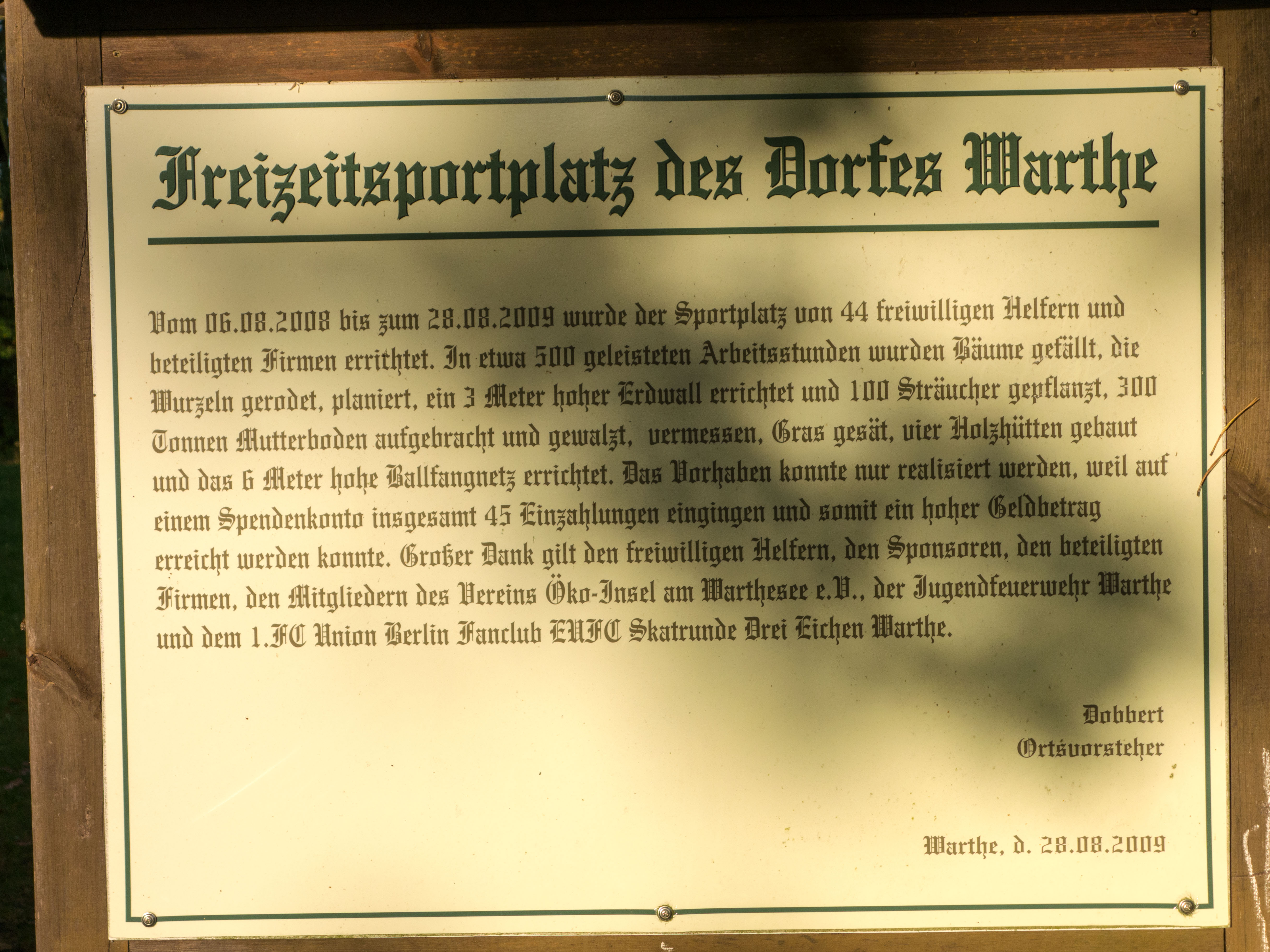
Hinweisschild Freizeitsportplatz des Dorfes Warthe

### Historische Ortsteile
Zur ehemaligen Gemeinde Warthe gehörten noch die folgenden Ortsteile und Wohnplätze, welche heute ebenfalls Teil der Gemeinde Boitzenburger Land sind:
| - Bröddin - Krumme Hecken | - Luisenfelde - Mahlendorf |

### Verkehr
Die Straßen und Wege im Ort sind überschaubar. Es sind folgende:
| - Bahnhofstraße - Blumenstraße - Bröddin | - Jakobshagener Straße - Krumme Hecken - Luisenfelde | - Mahlendorfer Straße - Mahlendorfer Weg - Warther Dorfstraße |

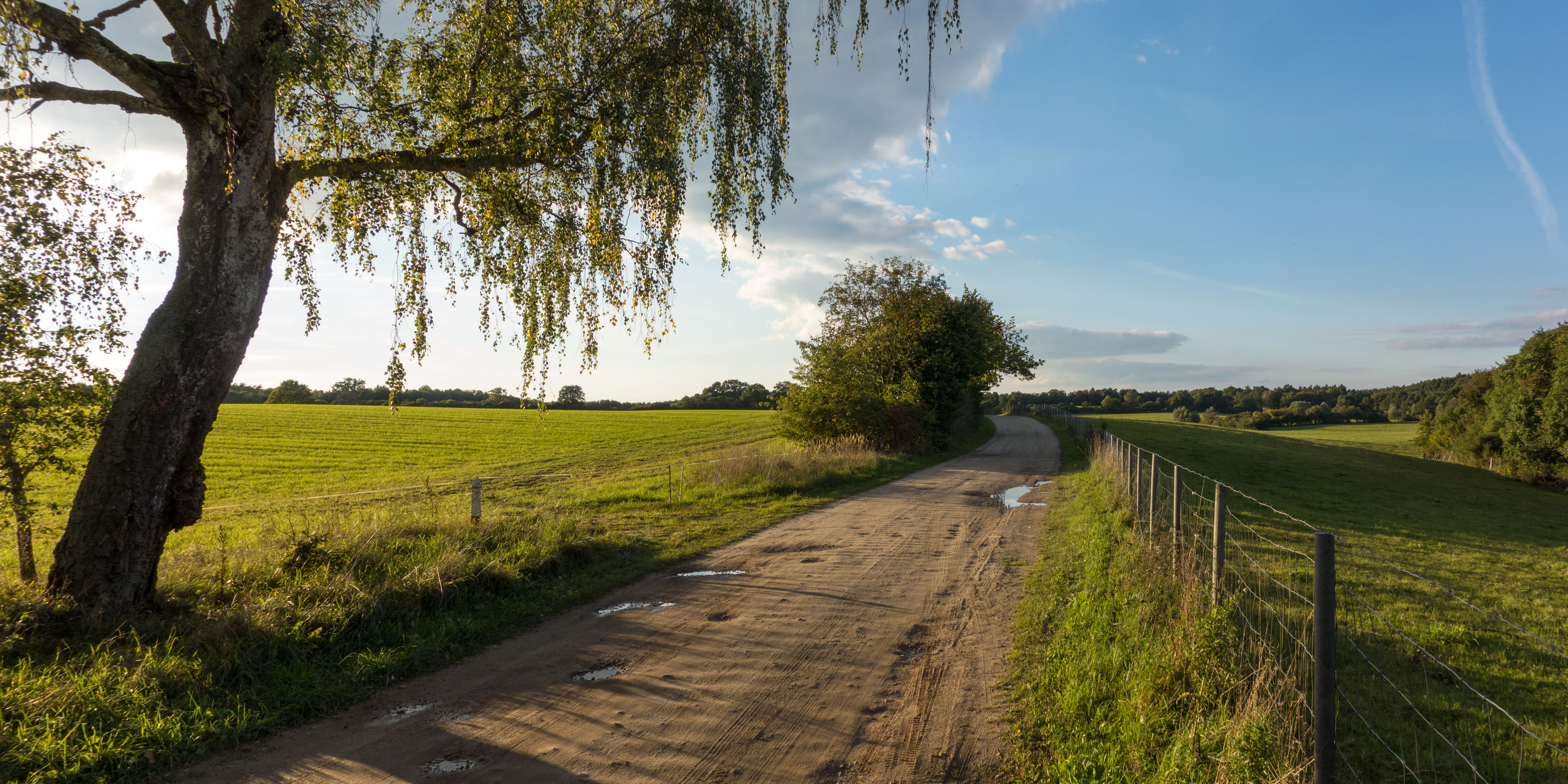
Mahlendorfer Weg, Warthe (Boitzenburger Land)

Die Bahnhofstraße erinnert noch daran, dass bis 1945 ein Bahnanschluss über die Bahnstrecke Templin-Fährkrug–Fürstenwerder im Ort existierte. Heute gibt es diesen nicht mehr.
Nahezu vollständig auf dem ehemaligen Bahndamm dieser Strecke befindet sich ein Radweg im Bau, die „Spur der Steine“, welche bereits in weiten Teilen befahrbar ist. (Stand 2011)
Über die Jakobshagener Straße gelangt man zur Landesstraße L 217. Folgt man dieser Richtung Süden, mündet sie in die Bundesstraße 109, die durch Templin und Zehdenick führt.
Der kürzeste Weg nach Prenzlau führt über die Dörfer Jakobshagen, Herzfelde, Mittenwalde und von letzterem über die Bundesstraße 109 Richtung Norden direkt nach Prenzlau.
Die Stadt Lychen erreicht man über Mahlendorf, von dort in nördlicher Richtung der Mahlendorfer Straße folgend, bis es bei einer Kreuzung links zur Landesstraße L15 geht. Folgt man dieser, gelangt man direkt nach Lychen.
Der Ort Warthe ist an das Busverkehrsnetz der „Uckermärkischen Verkehrsgesellschaft“ angeschlossen.

### Sehenswürdigkeiten

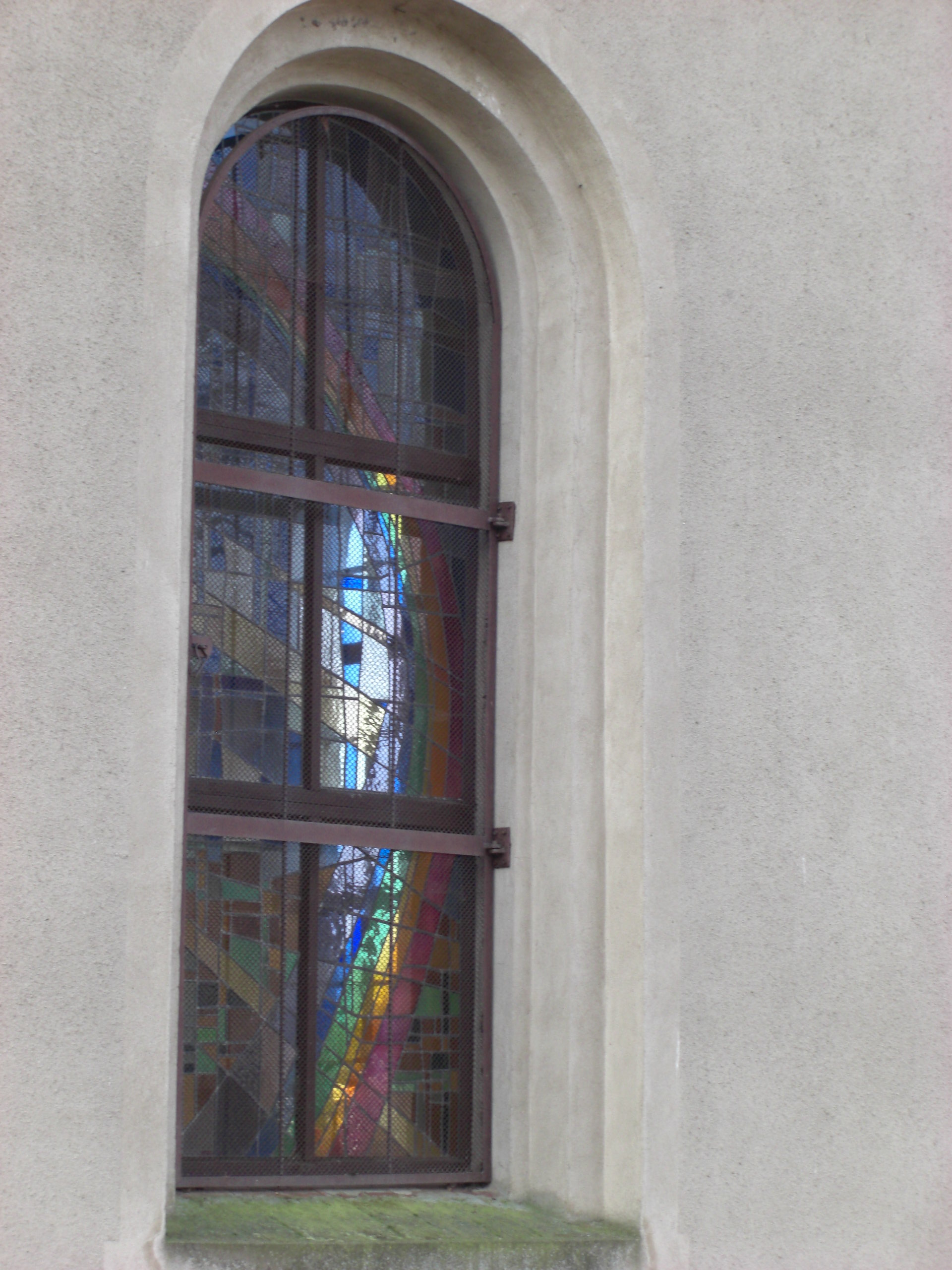
Bleiglasfenster der Warther Dorfkirche

Der Ort ist vor allem aufgrund seiner wald- und seenreichen Natur sehenswert. Der Große Warthesee verfügt über einen Badebereich. Auch am Rathenowsee befinden sich kleine Badestellen. Wanderwege sind ausgeschildert und führen durch die uckermärkische Landschaft. In der waldreichen Umgebung sind zu den jeweiligen Saisons Blaubeeren und Pilze zu finden.

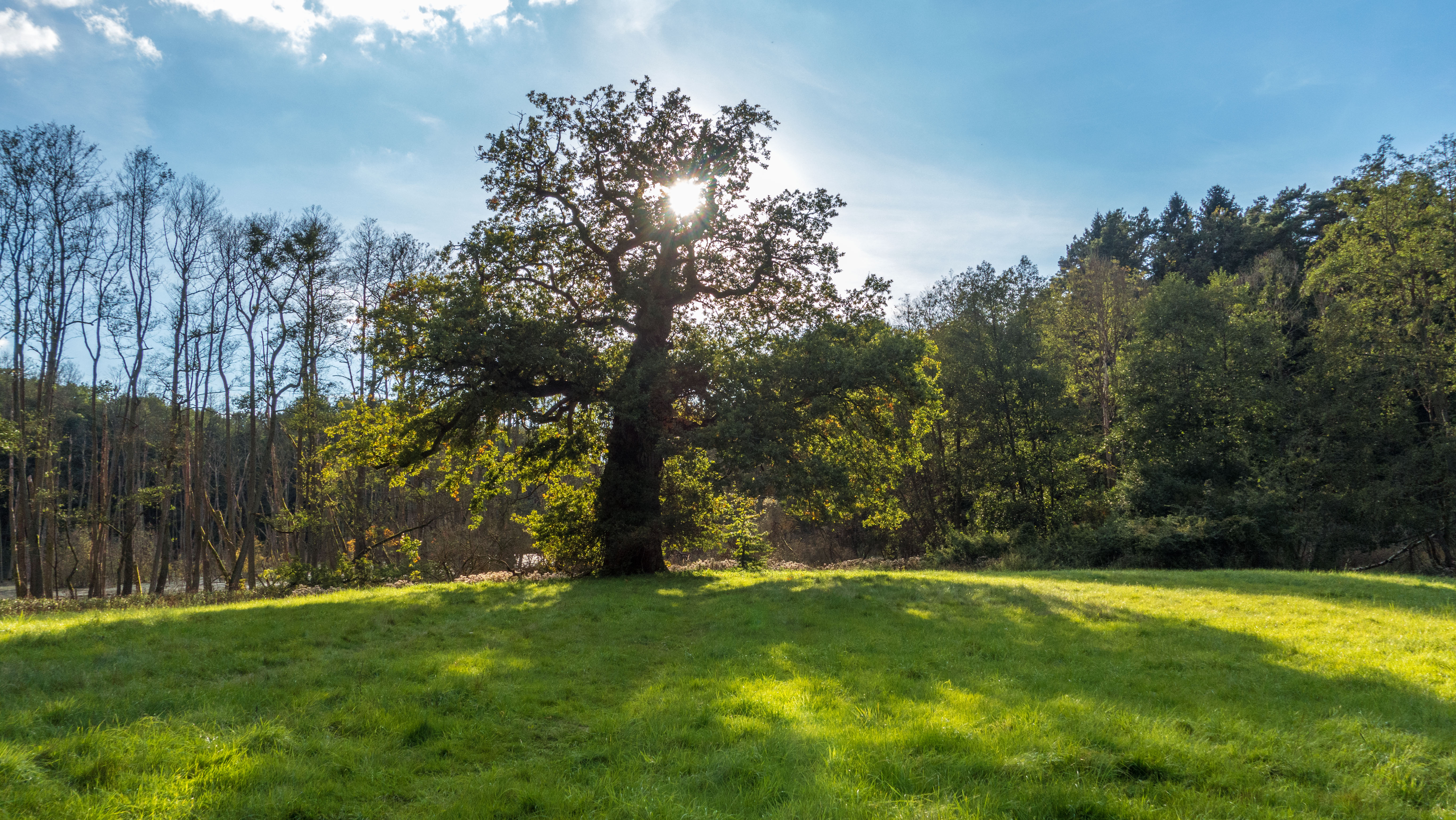
Alte Eiche in der Nähe von Warthe, Boitzenburger Land

Die Kirche stammt aus dem Jahre 1825 und ist ein Putzbau ohne Turm. Die letzte Kirchenrenovierung fand 1986 bis 1988 statt. Aus dieser Zeit stammen die Bleiglasfenster der Kirche. Kunsthandwerker Peter Hartlich aus Mittenwalde fertigte sie an. Die Orgel aus dem Jahr 1842 wurde 1992 saniert. Die Winterkirche unter der Empore wurde 1994/95 errichtet. 2001 wurden durch Mitarbeit von ABM-Kräften der Glockenstuhl, die Leichenhalle und die eingefallene Friedhofsmauer restauriert.
Auf dem sogenannten Priesterberg befindet sich der separat von der Kirche stehende Glockenstuhl. Er verfügt über zwei Glocken, von der die kleinere über 700 Jahre alt ist und noch aus der Zeit der Kirchengründung stammt. In der Nähe des Glockenstuhls liegt der neue Friedhof. Die ebenfalls in der Nähe befindlichen Fundamente der älteren Feldsteinkirche, die 1831 abgerissen wurde, sind noch zu erkennen. Auch sind vereinzelt noch mit Gestrüpp zugewucherte und im Boden vergrabene Grabsteine des alten, verwahrlosten Friedhofes zu erkennen. So ist z. B. noch der Grabstein des Warthers Johann Springborn (1823–1904) zu finden.
Drei Eichen, die zum Andenken an die Warther Gefallenen des Deutsch-Französischen Krieges gepflanzt wurden, umgeben das 1920 errichtete Kriegerdenkmal, das die Namen der Warther Gefallenen des Ersten Weltkrieges auflistet.

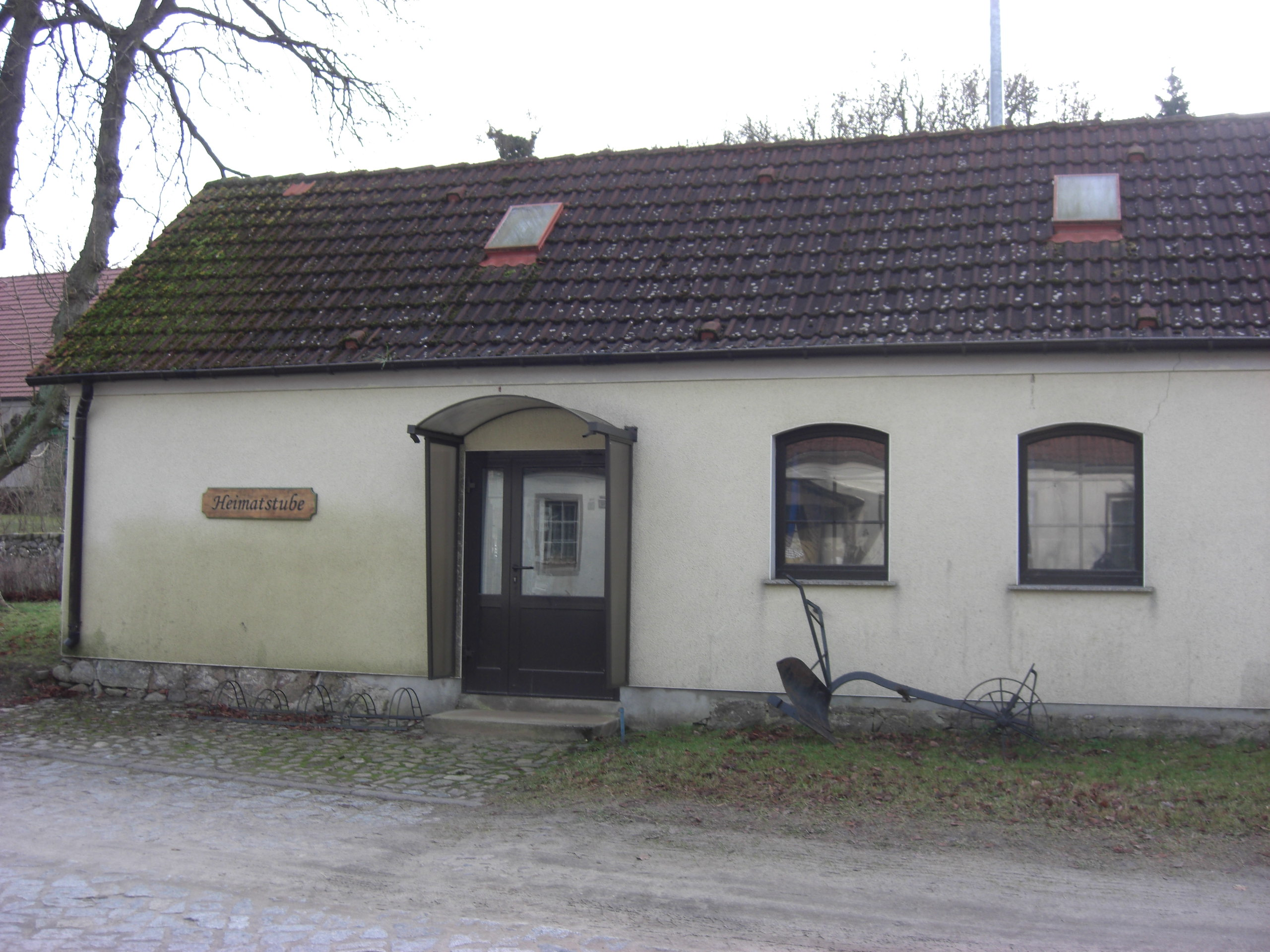
Die 1995 eröffnete Heimatstube von Warthe

Die „Heimatstube“ des Dorfes ist ein kleines Museum. Das Gebäude war einst eine Schmiede und wurde später als Teil der Schule genutzt.
Regelmäßige Festveranstaltungen wie Erntedankfeste oder Fackelumzüge laden ebenfalls zu einem Besuch ein.

## Wirtschaft und Infrastruktur

### Infrastruktur

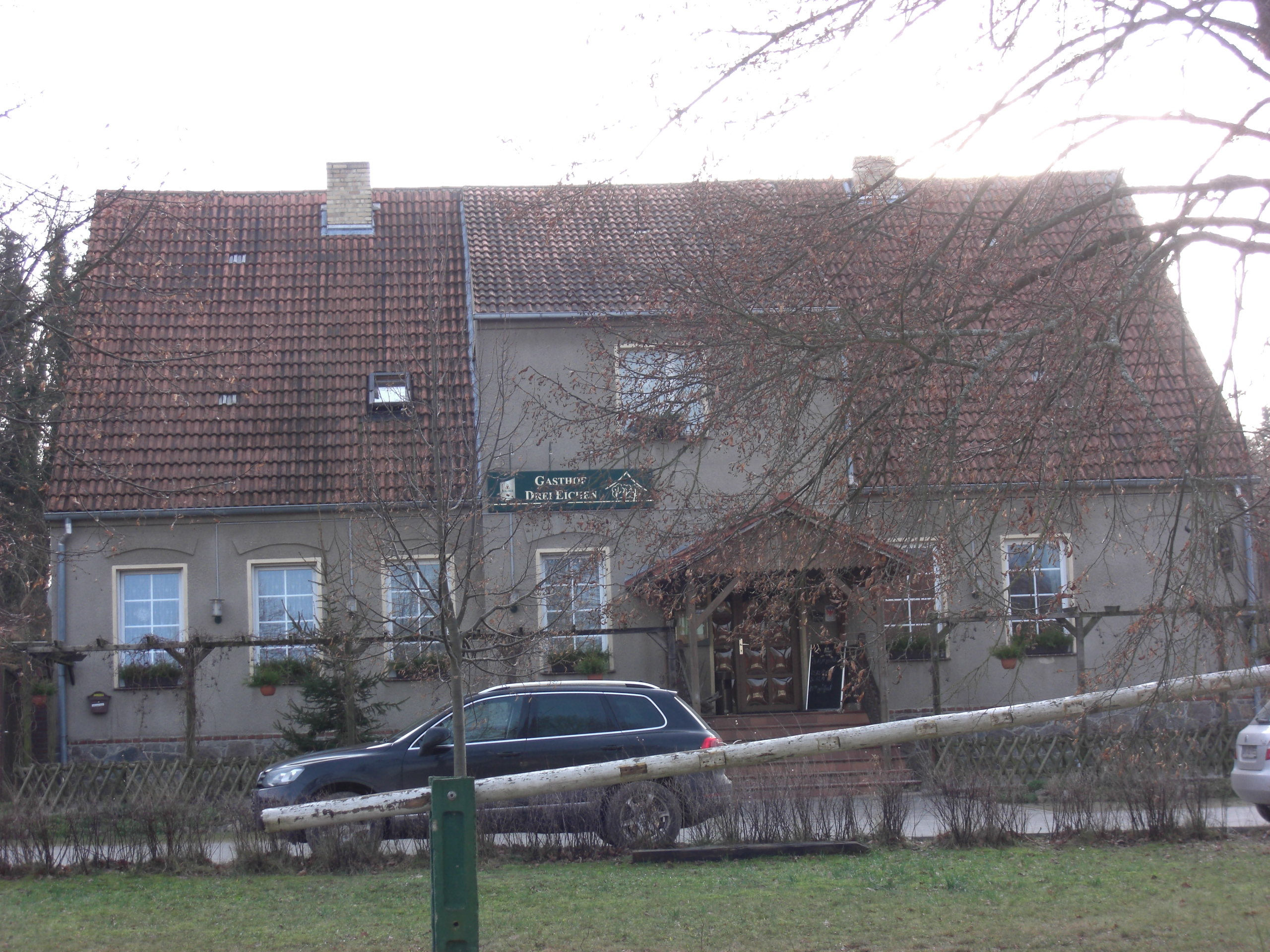
Der Gasthof „Drei Eichen“ von Warthe (2011)

Das Dorf Warthe stand infrastrukturell (im Jahre 2011) vergleichsweise schlecht da. Es fehlt an Bildungs- und Kinderbetreuungseinrichtungen, ärztlicher Versorgung, einer Apotheke, einer Poststelle, einer Bank, umfangreicheren Einkaufsmöglichkeiten etc. Daher sind die Einwohner auf das größere Dorf Boitzenburg, v. a. jedoch auf die Städte der Region angewiesen. Damit steht Warthe aber nicht allein unter den Dörfern der Uckermark da. Der Bahnhof Warthe lag an der Bahnstrecke Templin-Fährkrug–Fürstenwerder, die stillgelegt ist.
In der Warther Dorfstraße gab es bis 2022 den Gasthof „Drei Eichen“ und einen Bäckermeister. Daneben gibt es mit dem „Haus der Betreuung“ ein kleines Pflegeheim und Hauskrankenpflegeservice.

### Unternehmen
Warthe ist ein traditionell agrarisch und forstwirtschaftlich geprägtes Dorf. Ansässige Industrieunternehmen gibt es nicht. Lediglich das Kleingewerbe ist in geringem Ausmaß noch im Ort zu finden. Neben Gasthof und Bäcker fanden sich im Jahre 2011 in Warthe eine Künstlerin, ein Immobiliendienstleister, ein Elektriker, ein Kinder- und Familiencamp und Ferienhäuser. Dies zeigt auch, dass für Warthe der Tourismus eine relevante Größe erreicht hat. Hier kann der Ort davon profitieren, dass er inmitten einer weiten und vielfältigen Naturlandschaft gelegen ist.

## Bevölkerungsentwicklung
| Jahr      | 1875 | 1890 | 1910 | 1925 | 1933 | 1946 | 1993 | 1994 | 1995 | 1996 | 1997 | 1998 | 1999 | 2000 | 2006 |
| --------- | ---- | ---- | ---- | ---- | ---- | ---- | ---- | ---- | ---- | ---- | ---- | ---- | ---- | ---- | ---- |
| Einwohner | 619  | 593  | 522  | 553  | 516  | 499  | 326  | 333  | 341  | 345  | 347  | 341  | 348  | 362  | 319  |

(Man beachte bei den sprunghaften Veränderungen zeitliche Distanzen, historische Ereignisse (Kriegsflüchtlinge und Vertriebene) und Eingemeindungen.)

### Politik

#### Ortsbeirat
Bei den Wahlen zum Ortsbeirat von Warthe entfielen am 26. Mai 2019 von insgesamt 458 gültigen Stimmen 322 Stimmen auf die CDU (2 Sitze) und 136 auf die Wählergruppe Freie Wählervereinigung Boitzenburger Land (FWBL) (1 Sitz). Andere Parteien waren nicht angetreten. Die Wahlbeteiligung betrug 57 %.
Wie in der vorangegangenen Legislaturperiode sind Jörg-Uwe Dobbert (CDU) als Ortsbeiratsvorsitzender und Christoph Kunert (FWBL) als stellvertretender Ortsbeiratsvorsitzender wiedergewählt. Dobbert ist auch Mitglied der Gemeindevertretung und in dieser Vorsitzender des Hauptausschusses.

#### Landtagswahl
Bei der letzten Landtagswahl in Brandenburg 2019 stimmten die Wähler des Wahlbezirkes Warthe folgendermaßen ab:
| Partei / Wahlbewerber | Zweitstimmenanteil (%) |
| --------------------- | ---------------------- |
| SPD                   | 23,6                   |
| AfD                   | 22,2                   |
| CDU                   | 21,5                   |
| B’90/Grüne            | 11,8                   |
| Die Linke             | 9,7                    |
| Freie Wähler          | 8,3                    |
| FDP                   | 2,8                    |

#### Wappen
Warthe besaß nie ein eigenes Wappen. Als Ortsteil vom Boitzenburger Land führt es dessen in vier Felder geteiltes Wappen: Zwei Felder zeigen in rot zwei silberne Balken in Anlehnung an die in der Region einst jahrhundertelang herrschende Adelsfamilie von Arnim, der Renaissanceschlossgiebel erinnert an das Schloss Boitzenburg und das Spitzbogenfenster an das Kloster Boitzenburg.

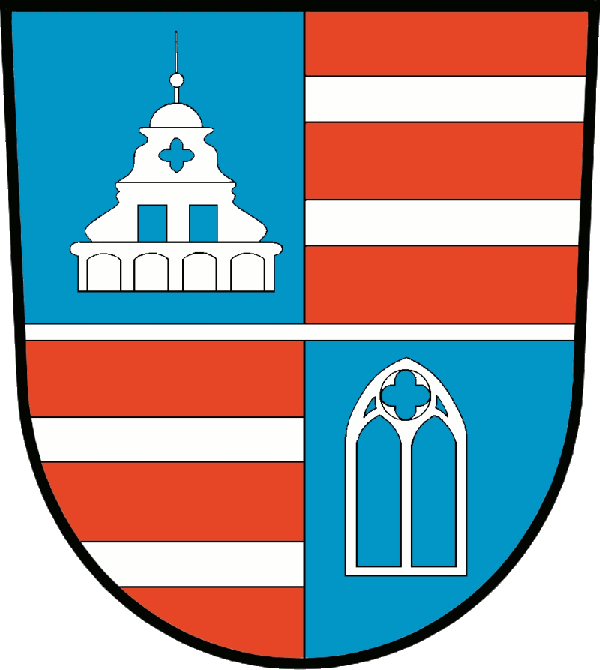
Gemeindewappen Boitzenburger Land
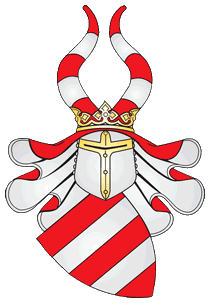
Arnimsches Wappen

### Vereinsleben
Neben der ortsgeschichtlich forschenden „Heimatstube“ gibt es in Warthe eine Ortsgruppe des Deutschen Anglerverbands. Daneben gibt es die Freiwillige Feuerwehr, sowie den Verein „Öko-Insel am Warthesee e. V.“

### Mundart
Die Bevölkerung von Warthe spricht heute Hochdeutsch. Jedoch sprechen vor allem Ältere auch noch traditionell die nordmärkische Varianz des Plattdeutschen, die bis in das 19. Jahrhundert in der Region vorherrschend war. Zur Mundart des Dorfes existiert ein Aufsatz aus dem Jahr 1907 des Germanisten Hermann Teuchert.

### Religion
Seit der Reformation handelte es sich bei Warthe um ein evangelisch-lutherisches Dorf. Nicht zuletzt aufgrund der Doktrin der DDR und zuvor des Dritten Reiches ist der Anteil an Konfessionsgebundenen jedoch stark zurückgegangen. 2008 betrug der Anteil der Konfessionslosen in Brandenburg 79,3 % (inklusive religiöser Minderheiten), gefolgt von Anhängern des Protestantismus mit 17,3 %. Dieses Größenverhältnis dürfte sich in Warthe vergleichbar wiederfinden.

## Geschichte

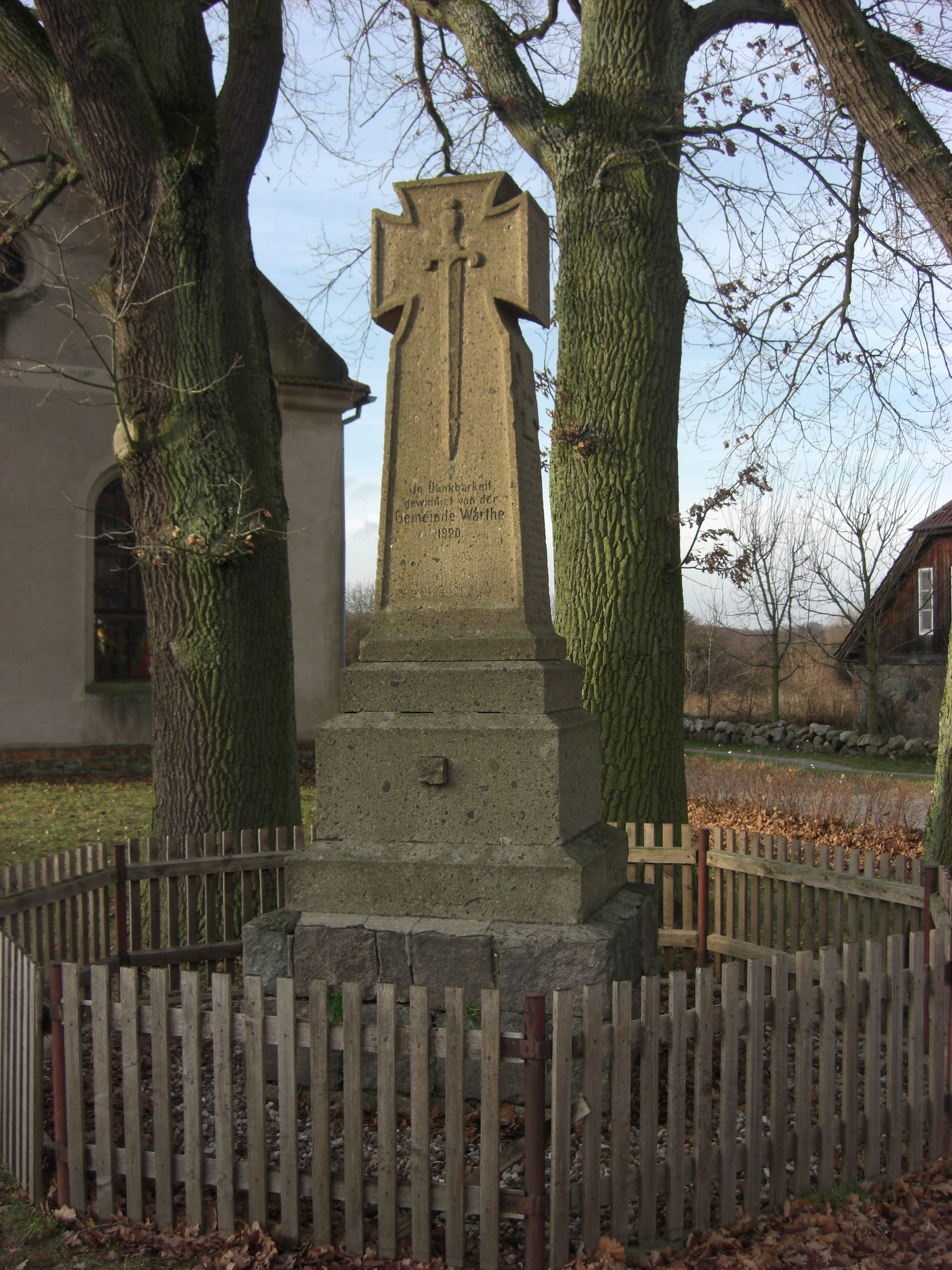
Kriegerdenkmal von 1920 für die Warther Gefallenen des Ersten Weltkriegs

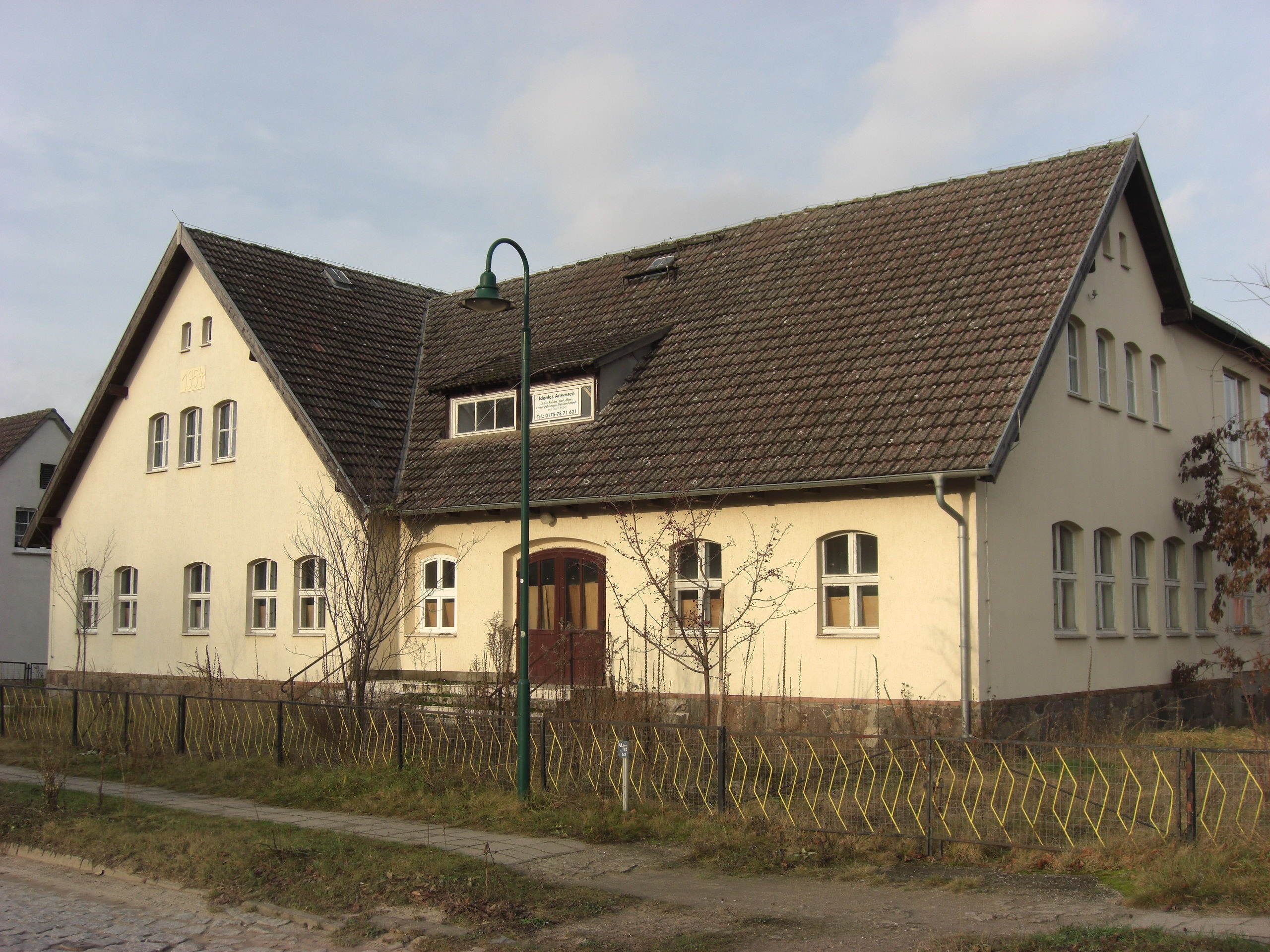
Die ehemalige Schule von Warthe (1998 geschlossen)

### Vor 6. Jahrhundert(Warther Region)
Bis zur Zeit der Völkerwanderung lebten germanische Stämme in der Großregion um Warthe. Unbekannt ist, ob auch in oder bei Warthe eine germanische Siedlung bestand. Die hiesigen Germanen wurden archäologisch zu den Elbgermanen gerechnet. Die zwischen Ostsee und Mittelgebirge lebenden Stämme wurden als Stammesverbund Sueben genannt. Ein Teilstamm dieses Bundes waren die Lemovier, welche an der Oder, also östlich von Warthe siedelten, vielleicht aber auch in der gewässerreichen Warther Umgebung. Im Zuge der Völkerwanderung verließen die Stämme der Sueben die Region, wie auch andere germanische Stämme, v. a. wegen des Drucks vordringender Nordgermanen, fehlenden landwirtschaftlich rentablen Siedlungsraumes, wie auch wegen Zurückweichens vor Übergriffen der Hunnen und ihrer Verbündeten. Sie kamen zumeist unter kriegerischen Mitteln in das Gebiet des geschwächten und nach und nach zusammenbrechenden Römischen Reiches. Die dadurch frei gewordenen Landflächen mit verlassenen Siedlungen wurden in der Folgezeit von aus dem Osten kommenden Slawen („Wenden“) besiedelt. So auch die Region von Warthe.

### 6. bis 12. Jahrhundert (Warther Region)
Warthe liegt im Siedlungsgebiet des westslawischen Stammes der Retschanen. Die westslawischen Stämme wanderten ab dem späten 6. Jahrhundert in das Gebiet des heutigen Ostdeutschlands ein. Darunter waren auch die Vorfahren der späteren Retschanen. Unbekannt ist, ob in oder bei Warthe bereits vor der Besiedlung durch deutsche Siedler im Zuge der Ostkolonisation eine Slawen-Siedlung (also eine Retschanen-Siedlung) existierte. Es kann jedoch aufgrund der geschützten und zugleich seenreichen Lage in der Nähe der Retschanenzentren Lychen und Templin als im Bereich des Möglichen angesehen werden. Nach dem Wendenkreuzzug von 1147 gelangte das Gebiet unter askanische Herrschaft und wurde so auch Teil des Heiligen Römischen Reiches und dessen Markgrafschaft Nordmark. Jedoch bestand nicht sofort darauf eine reale Durchherrschung des Gebiets seitens der Askanier. Es bedurfte noch einer gewissen Zeit der Herrschaftsfestigung in der Region, was mit der Errichtung von Burgen und befestigten Häusern einherging, bevor sich auch die Region um Warthe fest unter brandenburgischer Herrschaft befand. Nach dem Wendenfeldzug war es möglich, deutsche Siedler in das Gebiet zu holen, welche daraufhin auch in Warthe angesiedelt wurden und das Dorf damit begründeten, sofern nicht bereits eine slawische Vorgängersiedlung oder ein slawischer Wohnplatz existierten. Etwa 1157 ging im Wesentlichen aus der Nordmark die Mark Brandenburg hervor, deren Teil die Region Warthe fortan war.

### 13. bis 15. Jahrhundert
Erstmals urkundlich erwähnt wurde Warthe im Jahre 1295, was jedoch kein Indikator dafür ist, wie alt die Siedlung ist. Es war zu diesem Zeitpunkt dem Kloster Marienpforte unterstellt, wie auch die später zur Warther Gemeinde gehörenden Dörfer Bröddin und Mahlendorf. Wahrscheinlich ebenfalls am Ende des 13. Jahrhunderts wurde die erste Dorfkirche, ein Feldsteinbau, auf dem Priesterberg errichtet.
1445 wird der erste namentlich erwähnte Einwohner von Warthe genannt, ein „Achim aus Warthe“, dem neben seinem Warther Besitz noch zwei Bauernstellen in Gandenitz gehörten.

### 16. bis 18. Jahrhundert
1527 verfügte Warthe über vierzig Hufen Ackerland. Das Boitzenburger Schlossregister von 1528 weist 16 mit der Hofwehr ausgestattete Bauern für Warthe aus. Aus dem Jahr 1528 ist auch bekannt, welche Dienste jeder Warther Bauer dem Kloster Marienpforte zu entrichten hatte: einen halben Tag Brache pflügen, einen halben Tag bemisten, einen Tag im Herbst zur Roggensaat pflügen, einen Tag Haferland pflügen und zwei Tage im Herbst mähen.
1539 erfolgte die Säkularisation des Klosters, woraufhin die Dörfer Warthe, Bröddin und Mahlendorf zusammen mit anderen Dörfern des Klosters in den Besitz der Adelsfamilie von Arnim gerieten. Zum Zeitpunkt 1543 ist die Kirche von Warthe eine Mutterkirche gewesen, jene in Mahlendorf eine Teilkirche von Warthe, wie auch jene von Klaushagen, zumindest zeitweise.
1570 kam es zur Teilung der Herrschaft Boitzenburg in ein Ober- und Niederhaus, woraufhin Warthe, Mahlendorf und halb Bröddin zum Niederhaus gehörig gemacht wurden. Zu dieser Zeit gab es in Warthe sieben Vierhüfner und einen Krüger, davon besaß ein Vierhüfner eine wüste Wörde. Daneben gab es einen Müller und den Lehnschulzen, welchem vier Hufen Land und zwei (halbe?) Wörden gehörten.
Es wird berichtet, dass 1623 ein äußerst schwerer Hagel über die nahe Stadt Templin niederging, welcher die meisten Dächer und Hausinventar zerstörte, sowie Mensch und Vieh großen Schaden zufügte. Durch die Nähe von Warthe dürfte das Unwetter auch dort Spuren hinterlassen haben.
Im Dreißigjährigen Krieg wurde die Feldsteinkirche stark verwüstet. Erst 1741 wurde sie wieder hergerichtet.
1701 erfolgte die Umwandlung der Personalunion Brandenburg-Preußen in das Königreich Preußen. Seitdem und bis zur Auflösung Preußens 1947 war Warthe ein preußisches Dorf.

### 19. Jahrhundert bis 1945
1806 wurde der Staatenverbund des Heiligen Römischen Reiches aufgelöst, zu welchem Warthe als Teil des preußischen Staates seither gehört hatte. 1815 wurde Warthe mit seiner Zugehörigkeit zu Preußen ein Dorf innerhalb des Deutschen Bundes, einer Nachfolgeorganisation des HRR. Im selben Jahr wurde die Mark Brandenburg in die preußische Provinz Brandenburg umgewandelt.
1818 wurde der neue preußische Landkreis Templin eingerichtet, zu welchem Warthe bis 1993 gehörte.
Schon 1831 musste der mit einem Turm versehene Kirchenbau von Warthe wieder abgerissen werden, da er aufgrund schlechten Baumaterials und sandigen Untergrundes einzustürzen drohte. Die heutige Kirche, ein rechteckiger Putzbau, wurde 1825 ohne Turm auf der Dorfaue errichtet. In den 1840er Jahren folgte der Bau eines Glockenstuhls auf dem Priesterberg. Die mittlere der drei darin befindlichen Glocken musste Zwecks Einschmelzung während des Ersten Weltkrieges im Jahre 1917 abgeliefert werden. Die kleinste der heute vorhandenen zwei Glocken stammt noch aus der Zeit der Kirchengründung und ist rund 700 Jahre alt. Sie stammt also noch aus katholischer Zeit.
Die heutige Kirchenorgel wurde im Jahr 1920 erworben. Der Orgelbaumeister Christoph Schröder aus der Niederlausitz erbaute sie 1842 für die Hospitalkirche der Französischen Gemeinde in Berlin.
1866 wurde der Deutsche Bund aufgelöst, dem Warthe mit Preußen angehört hatte. Die Nachfolge dieses Bundes nahm der Norddeutsche Bund und seit dem Sieg über Frankreich 1871 das Deutsche Reich ein.
Auf dem Dorfplatz wurden nach dem Deutsch-Französischen Krieg (1870/71) vier Eichen gepflanzt, in Angedenken an die vier Gefallenen des Dorfes. Drei der Eichen existieren noch und gaben der nahen Gaststätte ihren Namen.
In der zweiten Hälfte des 19. Jahrhunderts kam es auch in Warthe, wie vielerorts, zur verstärkten Auswanderung, v. a. in die USA. Junge, ungebundene Leute verließen dabei Warthe ebenso wie ganze Familien. Namentlich waren dies z. B. die ledige Auguste Dietrich, Landmann Robert Fink, Arbeiter Carl Heise mit Frau und Söhnen, Landmann Albert Lorenz, Arbeiter Gustav Sandow, Fischer Ferdinand Sandow, Arbeiter Carl Syring, dessen Sohn Rudolf Syring mit Frau und Tochter, Arbeiter Ferdinand Syring mit Ehefrau und fünf Kindern, Christian Kruse, Friedrich Wilhelm Kruse und Gottfried Kruse mit Anhang.
Zwischen 1913 und 1945 existierte eine Bahnverbindung der Bahnstrecke Templin-Fährkrug–Fürstenwerder in Warthe. Die zwischen 1910 und 1912 erbaute Bahnstrecke führte von Templin über die Haltestellen Fährkrug, Metzelthin, Warthe, Hardenbeck, Krewitz, Weggun-Arendsee und Parmen nach Fürstenwerder.
1920 wurde ein Denkmal für die im Ersten Weltkrieg Gefallenen der Gemeinde Warthe errichtet.
1930 erfolgte die Gründung der Freiwilligen Feuerwehr Warthe durch zweiundzwanzig Kameraden. Anfangs gehörte zur Ausrüstung eine von Pferden gezogene Handspritze.

### 1945 bis heute
Nach dem Zweiten Weltkrieg lag Warthe zunächst in der SBZ und aus dieser hervorgehend seit dem 7. Oktober 1949 in der DDR. Dies sollte bis zur Auflösung der DDR am 3. Oktober 1990 so bleiben, nach welcher Warthe im Zuge der Deutschen Wiedervereinigung als Teil des neuen Bundeslandes Brandenburg zur Bundesrepublik Deutschland kam. Wie vor dem Krieg hatte Warthe auch in der DDR zum Kreis Templin gehört, welcher bis 1952 dem alten Regierungsbezirk Potsdam und nach dessen Auflösung dem Bezirk Neubrandenburg zugeordnet war. Das Ministerium für Staatssicherheit (MfS) besaß innerhalb des Kreises Templin v. a. im Umfeld der Siedlungen Warthe, Vietmannsdorf und Groß Väter/Groß Dölln über größere Dienst- und Ferienobjekte. Direkt in Warthe wurde das Forsthaus als MfS-Dienstobjekt genutzt.
1992 wurde das Amt „Boitzenburg (Uckermark)“ eingerichtet, dem auch Warthe zugeordnet wurde.
1993 wurde der Landkreis Uckermark geschaffen, welchem der Landkreis Templin, der seit 1818 existierte, einverleibt wurde. Warthe gehörte nun zum neuen Landkreis.

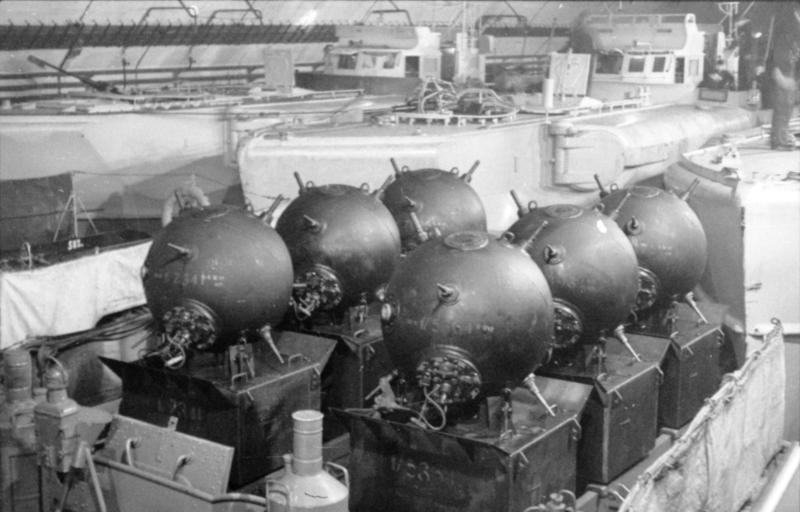
Mit der bei Warthe geborgenen vergleichbare Minen: Ankertauminen auf einem deutschen Schnellboot im Zweiten Weltkrieg

Im Jahre 1995 wurde im Rahmen der 700-Jahr-Feier die Heimatstube in der ehemaligen Schmiede des Dorfes eröffnet, welche als kleines Museum dient. Einwohner des Dorfes stellten dafür Ausstellungsstücke zur Verfügung. So beinhaltet die Heimatstube Zeugnisse dörflichen Lebens und Erinnerungsstücke an die einstige Bahnstrecke Templin-Fährkrug–Fürstenwerder. Daneben beherbergt das Gebäude auch eine kleine Bibliothek.
Die einstige Grundschule von Warthe wurde 1998 geschlossen.
Die bisher selbständige Gemeinde Warthe mit den Ortsteilen Mahlendorf, Bröddin, Krumme Hecken und Luisenfelde wurde am 31. Dezember 2001 der neugeschaffenen Gemeinde Boitzenburger Land zugeschlagen, welcher das Dorf seither angehört. Das seit 1992 existierende Amt Boitzenburg (Uckermark) wurde zeitgleich aufgelöst. Als Teil der neuen Großgemeinde blieb Warthe somit zum Landkreis Uckermark gehörig.
Am 11. April 2012 wurde eine zuvor entdeckte kugelrunde Seemine in einem Bahnbrückenpfeiler des ehemaligen Bahndamms, zwei Kilometer vom Warther Ortseingang entfernt, nach zweistündiger Arbeit durch einen Sprengmeister entschärft. Die Bombe war 500 kg schwer, hatte einen Durchmesser von 1035 mm, enthielt 300 kg Sprengstoff und war 1945 während des Krieges von der deutschen Wehrmacht dort platziert worden, um die Brücke beim Anrücken der Alliierten sprengen zu können. Es war aufgrund des großen Bedarfs an Sprengkörpern für weitere strategisch wichtige Brücken eine Seemine verwendet worden. Wäre die Bombe detoniert, hätte sie im Umkreis von mindestens 50 m alles zerstört, weshalb die Gegend während der Entschärfung von Freiwilligen Feuerwehren der Gemeinde abgesperrt wurde. Der Ortsteil Bröddin wurde komplett evakuiert, deren Einwohner im Warther Feuerwehrhaus Unterkunft fanden.